# Alliierter Oberster Kriegsrat
Der Alliierte Oberste Kriegsrat (französisch Conseil supérieur de guerre interallié, englisch (Allied) Supreme War Council, italienisch Consiglio supremo di guerra alleato) war ein 1917 auf Anregung David Lloyd Georges gegründetes Gremium mit Sitz in Versailles, in dem über die gemeinsame Strategie der Alliierten des Ersten Weltkriegs beraten wurde. Er wurde im November 1917 auf der Konferenz von Rapallo in Reaktion auf die italienische Niederlage in der Zwölften Isonzoschlacht beschlossen und bildete die Basis für den Rat des 1920 gegründeten Völkerbunds.

## Geschichte
Lloyd George, der schon lange eine unfreundliche Beziehung zu seinen wichtigsten Generälen, dem Chef des Imperialen Generalstabes (CIGS), William Robertson, und dem Oberbefehlshaber der British Expeditionary Force, Douglas Haig, pflegte, war durch die riesigen Verluste an der Westfront, zuletzt in der Dritten Flandernschlacht, innenpolitisch in Bedrängnis geraten. Er sah die italienische Niederlage bei Caporetto als Chance, den Einfluss der Generäle durch ein zentrales alliiertes Oberkommando zu beschneiden. Auf der Konferenz von Rapallo vom 5. bis 7. November 1917 wurde die Einberufung eines Obersten Kriegsrats von den Vertretern Frankreichs, Großbritanniens und Italiens beschlossen, in dem jeder der Hauptverbündeten mit dem Chef der Regierung und einem weiteren Regierungsmitglied vertreten sein sollte, sowie mit einem ständigen militärischen Vertreter, der im Auftrag der jeweiligen Regierung handelte und diese beriet. Während Lloyd George innenpolitisch von der Initiative profitierte, kam sie für den französischen Ministerpräsidenten Paul Painlevé zu spät, er unterlag eine Woche später in einer Vertrauensabstimmung und wurde durch Georges Clemenceau ersetzt.

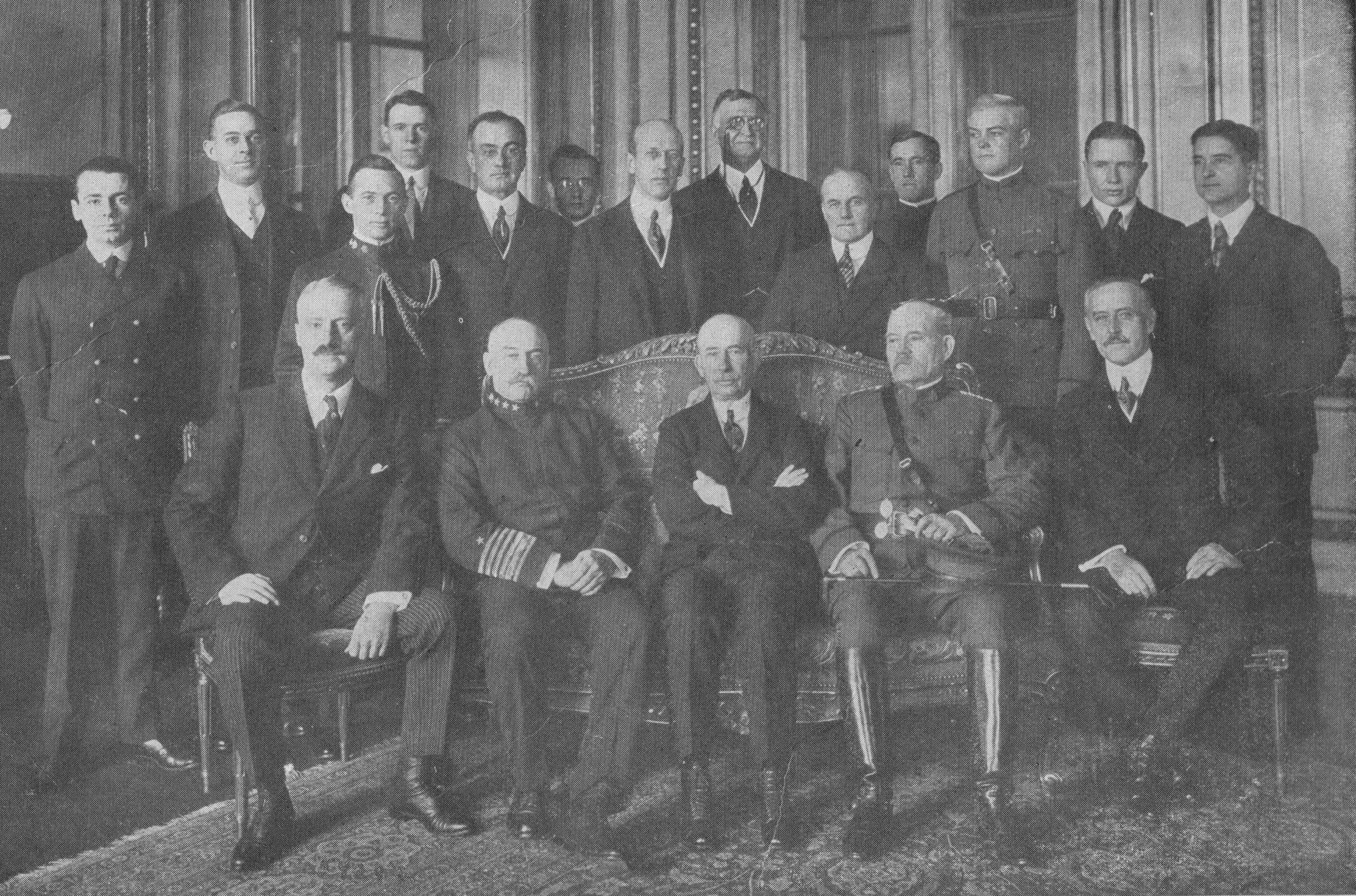
Amerikanische Mission zur 2. Sitzung des Obersten Kriegsrats in Versailles, auf dem Sofa sitzend Admiral Benson, Colonel House und General Bliss (v. l. n. r.)

Großbritannien entsandte als ständigen militärischen Vertreter Henry Hughes Wilson, Frankreich Ferdinand Foch und Italien Luigi Cadorna. Foch wurde fast umgehend (nach Amtsantritt der Regierung Clemenceau) durch seinen engen Mitarbeiter Maxime Weygand ersetzt, da Clemenceau ihn auf dem Posten des Generalstabschefs behalten wollte. Die USA, die Wert auf ihren Status als lediglich „assoziierte Macht“ legten, hatten Edward M. House („Colonel House“) als Beobachter nach Rapallo entsandt. Ihr militärischer Vertreter wurde Tasker H. Bliss, House vertrat Präsident Woodrow Wilson in politischen Fragen. Die dringlichste Aufgabe nach der Gründung des Rats war die Stabilisierung der italienischen Front durch alliierte Truppen. Foch und Wilson stimmten ferner überein, dass eine zentrale Reserve aus alliierten Truppen gebildet werden müsste. Da Haig und der französische Oberkommandierende Philippe Pétain sich dagegen sträubten, existierte die Reserve letztlich nur auf dem Papier.
Bis März 1919 fanden 18 Tagungen des Obersten Kriegsrats statt.
Um die umfangreiche Arbeit des Kriegsrats zu erleichtern, wurde eine große Anzahl von interalliierten Komitees einberufen, die mit Mitgliedern der beteiligten Beraterstäbe besetzt wurden. Ihre Aufgaben umfassten neben anderem die Behandlung von Fragen des Transports und Nachschubs, der Rekrutierung von Arbeitskräften, Feindpropaganda und Beeinflussung der Moral der eigenen Truppen und der öffentlichen Stimmung an der Heimatfront, medizinische Fragen und die Haltung gegenüber neutralen Staaten. Ihre Arbeit wurde, ähnlich wie später beim Völkerbund, von einem Sekretariat beaufsichtigt.
Robertson musste im Februar 1918 aufgrund der Auseinandersetzungen über die Kontrolle der Reserven seinen Posten als CIGS räumen und Wilson wurde sein Nachfolger. Den Posten des ständigen Militärvertreters erhielt Henry Rawlinson (später ersetzt durch Charles Sackville-West).
Aufgrund der im März 1918 begonnenen deutschen Frühjahrsoffensive beschlossen Briten und Franzosen auf ihrer Konferenz in Doullens, Marschall Foch mit der strategischen Koordinierung der Aktionen der britischen und französischen Armeen an der Westfront zu beauftragen; seinen Platz im Obersten Kriegsrat nahm Joseph Joffre ein. Eine Woche nach dem Entschluss von Doullens wurden auf der Konferenz von Beauvais auch die US-Truppen in Frankreich in dieses Arrangement einbezogen, später auch die Italiener an der Westfront.

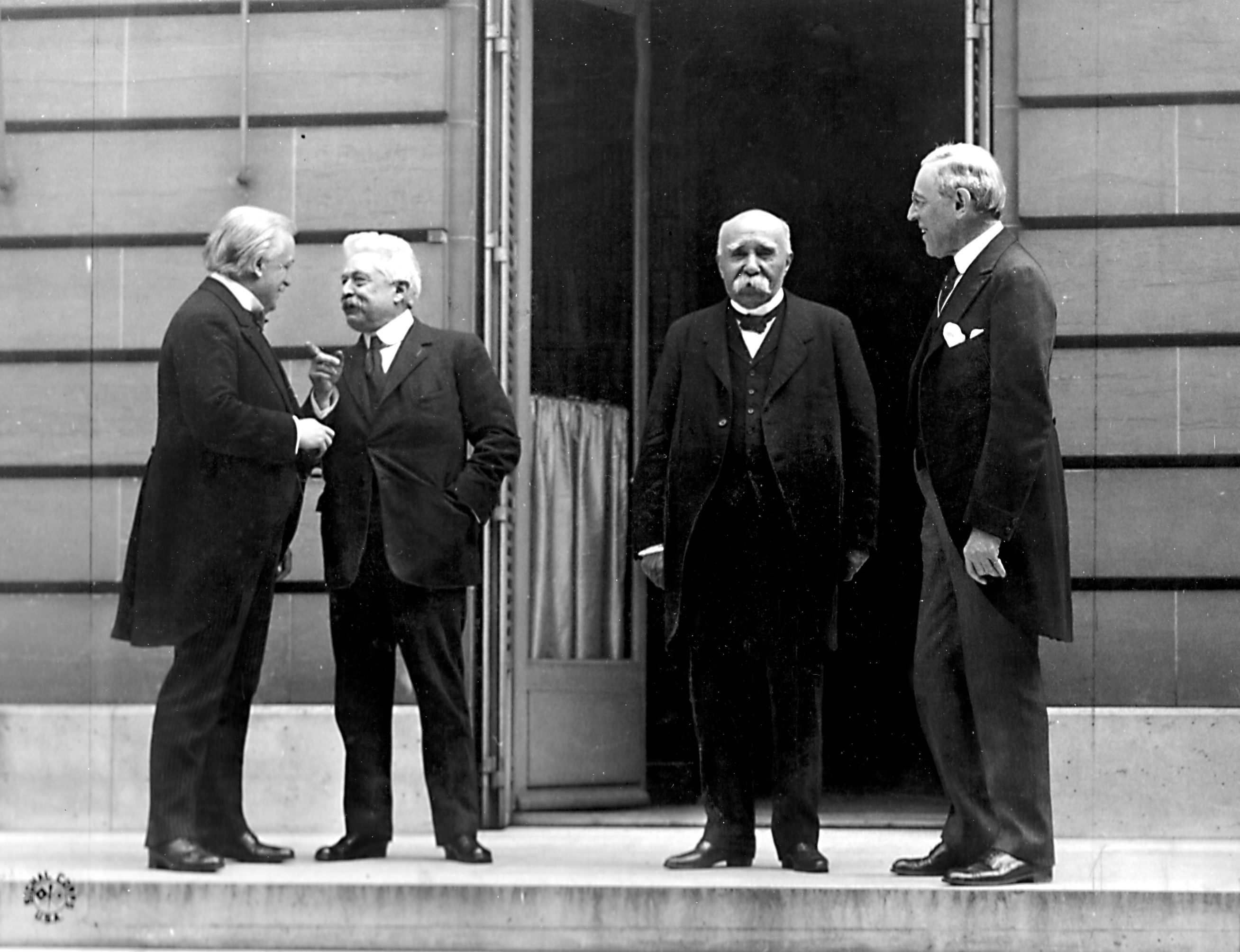
Die „Großen Vier“ in Paris: Lloyd George, Orlando, Clemenceau und Wilson

Der Oberste Kriegsrat bestand auch nach dem Waffenstillstand von Compiègne vom November 1918 weiter und bereitete die Pariser Friedenskonferenz vor, auf der alle Siegermächte mit Delegierten vertreten waren. Die Hauptsiegermächte hatten jedoch als sogenannter „Rat der Zehn“ (unter Einschluss Japans, später „Rat der Vier“) eine besondere Stellung. Am 8. Februar 1919 wurde vom Obersten Kriegsrat der „Oberste Wirtschaftsrat“ (Supreme Economic Council) ins Leben gerufen. Mit Fragen der weiteren Blockade gegen die Mittelmächte und Sowjetrussland wurde der alliierte Blockaderat (Superior Blockade Council) betraut.